# Condado de Wright (Missouri)
O Condado de Wright é um dos 114 condados do estado americano de Missouri. A sede do condado é Hartville, e a sua maior cidade é Hartville. O condado possui uma área de 1 769 km² (dos quais 3 km² estão cobertos por água), uma população de 17 955 habitantes, e uma densidade populacional de 10 hab/km² (segundo o censo nacional de 2000). O condado foi fundado em 1841.